# Compiuta Donzella
Compiuta Donzella – pseudonim włoskiej poetki z końca XIII wieku, pierwszej kobiety piszącej w języku włoskim, autorki trzech zachowanych sonetów.
Compiuta Donzella, co znaczy „Panna Doskonała”, jest pseudonimem poetki, której przypisywane są trzy zachowane sonety. Wśród historyków literatury nie ma zgodności, co do tego czy jest to postać rzeczywista czy fikcyjna. Prawdopodobnie żyła pod koniec XIII wieku we Florencji. Za jej istnieniem przemawia okoliczność, że jej pseudonim pojawia się w korespondencji Guittona d’Arezzo, za którego naśladowczynię jest zresztą uważana. Spośród trzech przypisywanych jej utworów najbardziej znany: Lasciar voria lo mondo e Deo servire (Świat chcę porzucić iść na służbę Boga) mówi o odrazie poetki do świata szaleństwa, fałszu i podłości. Patrząc na brak szacunku dla dobroci i cnoty, na grzechy mężczyzn, autorka w Bogu szuka tylko pociechy. Jest jednak bezradna wobec ojca, który sprzeciwia się jej zamiarowi i chce ją oddać nieznanemu mężczyźnie za żonę.